# La Gran Jornada (Chile)
La Gran Jornada fue un concurso realizado en Chile por el Club Deportivo Universidad Católica entre 1970 y 1973. Los sorteos eran emitidos por el Canal 13, en aquel entonces perteneciente a la Universidad Católica de Chile.

## Historia
El formato estaba basado en el concurso La Gran Jugada, desarrollado en Uruguay a partir de 1968 por el Club Nacional de Football, el cual a su vez estaba inspirado en la campaña A Grande Jogada é Construir o Paulistão creada por el São Paulo Futebol Clube de Brasil para recaudar fondos para la construcción del Estadio Morumbi.
El concurso consistía en comprar un bono inicial por un valor de 50 escudos, que daba derecho a participar en el primer sorteo televisado, y tras lo cual se debía pagar en el Banco de Talca una serie de cuotas mensuales para continuar participando en los siguientes sorteos. Entre los premios entregados estuvieron electrodomésticos, viajes, automóviles, casas y departamentos, y los fondos recaudados estaban destinados para la construcción de instalaciones deportivas en el Complejo San Carlos de Apoquindo. También se realizaron eventos de adhesión, como por ejemplo el «Gran Premio La Nación-La Gran Jornada», una competencia de automovilismo de carretera realizada en mayo de 1971.
Además de los sorteos emitidos de lunes a viernes a las 22:35 por Canal 13 a partir de diciembre de 1970 —después del informativo Teletrece—, el concurso realizaba un espectáculo de larga duración, denominado El Gran Show de la Gran Jornada, que era emitido por el mismo canal: en marzo de 1971 era emitido los domingos a las 20:55, mientras que hacia 1972 se emitía los viernes a las 22:15. Los presentadores del espacio eran Laura Gudack y Javier Miranda, siento este último reemplazado a partir de mayo de 1971 por Carlos de la Sotta.
Debido al éxito de la primera serie de La Gran Jornada, en octubre de 1971 se dio inicio a una segunda serie del concurso, la cual fue sucedida a partir de abril de 1973 por una tercera serie. Dichos fondos fueron asignados para invertir en el Complejo Deportivo Santa Rosa y en San Carlos de Apoquindo. La mascota del concurso era un león que fue apodado como «Ucebio», que fue reemplazado en La Gran Tercera Serie por la caricatura de un caballero cruzado que portaba el estandarte del Club Deportivo Universidad Católica.